# HD 88133
HD 88133 é uma estrela subigante amarela na constelação de Leo. Com uma magnitude aparente de 8,06, não é visível a olho nu. A distância a esta estrela, determinada a partir de medições de paralaxe, é de aproximadamente 270 anos-luz (81 parsecs).
HD 88133 tem uma classificação estelar de G5 IV. A parte 'G5' indica que é uma estrela intermediária de classe G, parecida com o Sol, que é um pouco mais quente com classe G2. O sufixo 'IV' indica que, a uma idade avançada de 9,56 bilhões de anos, já passou pela sequência principal e evoluiu para uma estrela subgigante, que terminou ou está terminando o consumo de hidrogênio em seu núcleo para então tornar-se uma estrela gigante. É maior que o Sol, com uma massa de 1,2 massas solares e um raio de 1,93 raios solares.
Em 2004, foi descoberto por velocidade radial um planeta da massa de Saturno orbitando HD 88133.
| Planeta | Massa             | Semieixo maior (UA) | Período orbital (dias) | Excentricidade |
| ------- | ----------------- | ------------------- | ---------------------- | -------------- |
| b       | >0,229 ± 0,033 MJ | 0,0472 ± 0,0027     | 3,41587 ± 0,00059      | 0,133 ± 0,072  |